# 리우진
리우진(1970년 12월 12일 ~ )은 대한민국의 배우이다.

## 학력
- 고려대학교 노어노문학 학사

## 출연작

### 영화
- 《노마드》 (2017년) - 조 형사 역
- 《돌아온다》 (2017년) - 스님 역
- 《당신, 거기 있어줄래요》 (2016년) - 서울역 대합실 인파 역
- 《우리들》 (2016년) - 문방구 주인 역
- 《다이 아웃》 (2016년) - 첫사랑을 찾는 형사 역
- 《미션스쿨》 (2015년) - 학생주임 역
- 《자전거 도둑》 (2014년) - 아저씨 역
- 《뫼비우스》 (2013년) - 형사 1 역
- 《신세계》 (2013년) - 간부 3 역
- 《타워》 (2012년) - 배관실직원 역
- 《시체가 돌아왔다》 (2012년) - 진상례사 역
- 《완득이》 (2011년) - 야구감독 역
- 《체포왕》 (2011년) - 강 사장 역
- 《혜화,동》 (2011년) - 형사 1 역
- 《글러브》 (2011년) - 세광중학교 야구부 감독 역
- 《식객: 김치전쟁》 (2010년) - 선장 역
- 《킬미》 (2009년) - 경찰특공대 역
- 《7급 공무원》 (2009년) - 박상호 역
- 《멋진 하루》 (2008년) - 경마장 남자 A 역
- 《신기전》 (2008년) - 밍 2 역
- 《강철중: 공공의 적 1-1》 (2008년) -  물품창고 경장 역
- 《황진이》 (2007년) - 수교 역
- 《누가 그녀와 잤을까?》 (2006년) - 멍청이 정대 역
- 《손님은 왕이다》 (2006년) - 깡패 2 역
- 《구태 이야기》 (2005년)
- 《DMZ, 비무장지대》 (2004년)
- 《카니발》 (2002년) - 이웃집 남자 역
- 《중독》 (2002년) - 레지던트 역
- 《서프라이즈》 (2002년) - 기석 역
- 《마니몽》 (2002년)
- 《세이 예스》 (2001년)

### 드라마
- 《빈센조》  (2021년, tvN) - 적하스님 역
- 《욱씨남정기》 (2015년, JTBC) - 이삿짐 센터 직원 역
- 《내 딸 금사월》 (2015년, MBC) - 의사 역
- 《오 나의 귀신님》 (2015년, tvN) - 안마방 주인 역
- 《미세스 캅》 (2015년, SBS) - 마사지 샾 사장
- 《심야식당》 (2015년, SBS) - 뚱녀 남편 역
- 《복면검사》 (2015년, KBS2) - 무기수 역
- 《일리있는 사랑》 (2014년, tvN) - 의사 역
- 《사랑만 할래》 (2014년, SBS) - 도박장 주인 역
- 《조선 총잡이》 (2014년, KBS2) - 망나니 역
- 《미래의 선택》 (2013년, KBS2) - 방송국 기술 감독 역
- 《뱀파이어 검사 2》 (2012년, OCN) - 마약반 형사 역
- 《포세이돈》 (2011년, KBS2) - 동네 건달 역
- 《빅히트》 (2011년, E채널) - 투자자 역
- 《짝패》 (2011년, MBC) - 패두 역
- 《파라다이스 목장》 (2011년, SBS) - 학원 강사 역
- 《신의 퀴즈》 (2010년, OCN) - 동네 주민 최씨 역
- 《별순검 시즌3》 (2010년, MBC 드라마넷) - 포도 부장 역
- 《글로리아》 (2010년, MBC) - 취객 역
- 《자이언트》 (2010년, SBS) - 옆에 조폭 역
- 《거상 김만덕》 (2010년, KBS1) - 포작인 역
- 《커피하우스》 (2010년, SBS) - 공사장 인부 십장 역
- 《부자의 탄생》 (2010년, KBS2) - 형사 역
- 《제중원》 (2010년, SBS) - 결석 환자 역
- 《위기일발 풍년빌라》 (2010년, tvN) - 타짜 역
- 《그대, 웃어요》 (2009년, SBS) - 손해보험 사정인 역
- 《씨티홀》 (2009년, SBS) - 형사 역
- 《유리의 성》 (2008년, SBS) - 형사 반장 역
- 《별순검 시즌1》 (2007년, MBC 드라마넷) - 인력거꾼 역
- 《연인이여》 (2007년, SBS) - 카메라 기자 역
- 《히트》 (2007년, MBC) - 조직 폭력배 중간 보스 역
- 《연애시대》 (2006년, SBS) - 서점 직원 역
- 《죽도록 사랑해》 (2003년, MBC) - 운동권 학생 역